# STS-57
La STS-57 è una missione spaziale del Programma Space Shuttle.

## Equipaggio
- Ronald J. Grabe (4) - Comandante
- Brian Duffy (2) - Pilota
- G. David Low (3) - Specialista di missione
- Nancy J. Sherlock (1) - Specialista di missione
- Peter J. Wisoff (1) - Specialista di missione
- Janice E. Voss (1) - Specialista di missione

Tra parentesi il numero di voli spaziali completati da ogni membro dell'equipaggio, inclusa questa missione.

## Parametri della missione
- Massa:
  - Navetta al rientro con carico: 101.657 kg
  - Carico utile: 13.074 kg
- Perigeo: 402 km
- Apogeo: 471 km
- Inclinazione orbitale: 28.5°
- Periodo: 1 ora, 33 minuti, 17 secondi

### Passeggiate spaziali
- Low e Wisoff  - EVA 1
- Inizio EVA 1: giugno 25, 1993
- Fine EVA 1: giugno 25, 1993
- Durata: 5 ore, 50 minuti